# گو-تایرو
گوتایرو (به ژاپنی: 五大老 go-tairō) یا هیئت بزرگان پنج‌گانه به شورایی پنج نفره گفته می‌شود که در سال ۱۵۹۵ میلادی توسط تویوتومی هیده‌یوشی تشکیل شد. حکمرانی کشور تا رسیدن تویوتومی هیده‌یوری پسر و جانشین هیده‌یوشی به سن قانونی بر عهدهٔ این شورا گذاشته شد. این شورا از قدرتمندترین دایمیو‌های (امیران محلی) آن دوران تشکیل شده بود. این پنج دایمیو عبارت بودند از:
1. موری تروموتو
2. اوئِسوگی کاگِه‌کاتسو برادرزاده و جانشین اوئسوگی کنشین
3. مائدا توشی‌ایه دوست صمیمی و وفادار هیده‌یوشی بود. او یکسال بعد از مرگ هیده‌یوشی درگذشت و به‌جای او پسرش مائدا توشیناگا عضو شورا شد.
4. اوکیتا هیده‌ایه
5. توکوگاوا ایه‌یاسو که در بین آنان قدرتمترین دایمیو به شمار می‌آمد.

- همچنین کوبایاکاوا تاکاکاگه نیز از اعضای این شورا بود که قبل از مرگ هیده‌یوشی درگذشت.

بعد از مرگ تویوتومی هیده‌یوشی در سال ۱۵۹۸ میلادی این شورای پنج نفره به همراه ۵ سیاستمدار دیگر مانند ایشیدا میتسوناری و آسانو ناگاماسا حکمرانی ژاپن را بین خود تقسیم کرده و اداره کشور را برعهده گرفتند.

## بازخواست توکوگاوا ایه‌یاسو
تویوتومی هیده یوشی در زمان حیات در سال ۱۵۹۵ ازدواج بین دایمیوها را ممنوع کرده بود. اما پس از مرگ هیده‌یوشی در مدت کوتاه چند ماه توکوگاوا ایه‌یاسو ازدواج‌های زیر را بین دایمیوها ترتیب داد:
- دختر داته ماسامونه بنام ایروهاهیمه و  ماتسودایرا تاداترو (ششمین پسر ایه‌یاسو)
- دختر ماتسودایرا یاسوموتو (نابرادری ایه‌یاسو) و فوکوشیما ماسایوکی (پسر خوانده فوکوشیما ماسانوری)
- دختر اوگاساوارا هیده‌ماسا (دخترخوانده ایه‌یاسو) و هاچیسوکا یوشی‌شیگه (پسر هاچیسوکا ایه‌ماسا)
- دختر میزونو تاداشیگه (نوهٔ عموی ایه‌یاسو) و کاتو کیوماسا (از فرماندهان ارشد تویوتومی هیده‌یوشی در جنگ کره)
- دختر هوشینا ماسانائو بنام ای هیمه (خواهرزاده ایه‌یاسو) و کورودا ناگاماسا (پسر ارشد کورودا یوشیتاکا)

تمامی دختران نامبرده پس از ازدواج به دخترخواندگی ایه‌یاسو درآمدند.
ترتیب دادن این ازدواج‌های سیاسی مورد خشم مائدا توشی‌ایه از اعضای گوتایرو و ایشیدا میتسوناری قرار گرفت و نامه‌ای جهت اعتراض به ایه‌یاسو در ۱۹ ژانویه ۱۵۹۹ فرستادند. در پاسخ در دوم فوریه همان سال ایه‌یاسو سوگند نامه جدیدی را امضا کرد.